# Calodrosophila phalerosa
Calodrosophila phalerosa är en tvåvingeart som beskrevs av Wheeler och Hajimu Takada 1964. Calodrosophila phalerosa ingår i släktet Calodrosophila och familjen daggflugor. Inga underarter finns listade i Catalogue of Life.